# Turcia
Turcia é um município da Espanha na província de León, comunidade autónoma de Castela e Leão, de área  km² com população de 1178 habitantes (2007) e densidade populacional de 38,19 hab/km².

## Demografia
| Variação demográfica do município entre 1991 e 2004 | Variação demográfica do município entre 1991 e 2004 | Variação demográfica do município entre 1991 e 2004 | Variação demográfica do município entre 1991 e 2004 |
| --------------------------------------------------- | --------------------------------------------------- | --------------------------------------------------- | --------------------------------------------------- |
| 1991                                                | 1996                                                | 2001                                                | 2004                                                |
| 1616                                                | 1434                                                | 1263                                                | 1216                                                |